# Хмельницкий, Юрий Богданович
Ю́рий Богда́нович (Зино́вьевич) Хмельни́цкий герба Абданк (укр. Юрій Хмельницький гербу Абданк, пол. Jerzy Chmielnicki herbu Abdank, 1641, Суботов — 1685, Каменец-Подольский) — гетман Войска Запорожского, сын и преемник Богдана Хмельницкого, шурин П. И. Тетери. Избран казаками правобережья реки Днепр (сентябрь—октябрь 1659 года и 1660—1663 годов) и казаками «обеих сторон» Днепра (1659—1660).
В крещении получил имя — Георгий, в пострижении — Гедеон.

## Биография

Герб семьи Хмельницких

Родился в Суботове в семье Богдана Хмельницкого и Анны Сомко. Получил домашнее образование, некоторое время учился в Киевском коллегиуме. Присутствовал на организованных отцом приёмах русских послов в Чигирине (1649, дважды 1650 и 1653 годах).

### Первое гетманство
Участвовал в русско-польской войне 1654—1667 годов, попеременно на стороне обоих противников.
Ещё при жизни отца Юрий Хмельницкий был избран гетманом, После смерти отца, в июле— сентябре 1657 года и до выборов нового гетмана Запорожского войска, исполнял гетманские обязанности.
26 августа (5 сентября) 1657 года на Генеральной Раде в Чигирине было принято решение, что Юрий Хмельницкий станет гетманом по достижении «совершенных лет». Гетманом был избран Иван Выговский, сам же он отправился учиться в Киево-Могилянскую коллегию.

### Второе гетманство
В 1658 году Выговский заключил с поляками Гадячский договор, что вызвало недовольство среди казаков. Шурин Богдана Хмельницкого, Яким Сомко, рассчитывая сам сделаться гетманом, созвал казацкую Раду у местечка Германовка, которая низложила Выговского. Юрий Хмельницкий послал в Запорожье доверенного слугу своего отца, Ивана Брюховецкого, и просил запорожцев поддержать его кандидатуру на гетманство. На Раде возле Белой Церкви Юрий был провозглашён гетманом единогласно, а вслед затем на Раде близ Ржищева было постановлено ходатайствовать перед русским царём о расширении прав малорусского народа, в смысле усиления гетманской власти и утверждения самостоятельности малорусской церковной иерархии.
Воевода Алексей Трубецкой не принял этого ходатайства и потребовал созыва новой Рады в Переяславе. Здесь в октябре снова был избран гетманом Юрий, от которого царская администрация потребовала подписать обновлённые Переяславские статьи, сильно ограничивавшие власть гетмана и автономию Войска Запорожского.
Положение нового гетмана было чрезвычайно трудным ввиду войны с Польшей и разлада между стремлениями старшины и народа внутри Малороссии. В первую очередь Юрий Хмельницкий занял столицу Чигирин, где находились склад казацкой артиллерии и казна Выговского.
В 1660 году боярин Василий Борисович Шереметев выступил с большим отрядом из Киева против Польши. Юрий должен был принять участие в этом походе и шёл с казаками за русским войском. Русско-казацкая армия Шереметева была остановлена под Любаром, где воевода занял оборону, пытаясь дождаться подхода Хмельницкого. Когда стало ясно, что Хмельницкий не придёт, Шереметев начал отвод армии к Чуднову, где рассчитывал соединиться с гетманом. Под местечком Чудновым Шереметев был окружён польско-татарской армией. Осадив воеводу, поляки с татарами двинулись против гетмана и осадили его под Слободищем. Под давлением группы правобережных полковников во главе с генеральным обозным Тимофеем Носачем, Юрий 15 октября вступил в переговоры и сдался полякам на условиях Слободищенского трактата, ужесточавшего условия Гадячского договора. Юрий принёс присягу на верность польскому королю Яну II Казимиру перед польским комиссаром Станиславом Беневским, влиянию которого он с этой поры и подчинился. Капитуляция гетмана катастрофически сказалась на положении русско-казацкой армии Шереметева, хотя большинство казаков не последовало за гетманом и осталось в лагере воеводы. 4 ноября Шереметев капитулировал.

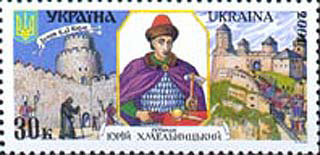
Почтовая марка Украины, 2001 год

В 1661 году, когда слух о подданстве Юрия полякам распространился на левом берегу Днепра, дядя гетмана Яким Сомко поднял там казацкие полки. Борьба между ним и Юрием продолжалась с переменным успехом в течение всего года. Октябрь—декабрь 1661 года и июнь—июль 1662 года Юрий Хмельницкий безрезультатно осаждал Сомко в Переяславе. Казаки Хмельницкого и крымские татары отличались на левом берегу чрезвычайной жестокостью, к примеру, было полностью вырезано или угнано в татарское рабство население древнего города Лукомль, после чего он навсегда пришёл в запустение.
На помощь Сомко пришли царские полки из Слободской Украины под начальством князя Григория Ромодановского. Юрий стал отступать за Днепр и 16 июня в битве под Каневом потерпел разгромное поражение от войск Сомко и Ромодановского. Остановить продвижение царских и левобережных казацких полков на Правобережье Юрию удалось лишь с помощью Крымского ханства в битве под Бужином. Это, однако, не смогло восстановить авторитет гетмана, как военачальника.
В конце 1662 года Хмельницкий созвал в Корсуне Раду.
В январе 1663 года отказался от гетманства и решил постричься в монахи с именем Гедеон. Архимандрит (по-видимому номинально) униатского Жидичинского монастыря близ Луцка. Новым гетманом Правобережья был избран Павел Тетеря.

### В польском и турецком плену
В 1664—1667 годах вследствие интриг гетмана Павла Тетери, который стал подозревать его в желании опять занять место гетмана, Юрий был арестован по распоряжению польского короля Яна II Казимира, отвезен во Львов и посажен в крепость Мальборкского замка.
В октябре 1667 году, после смерти Тетери и данной Юрием в присутствии «заднепровских» казаков во главе с гетманом Дорошенко присяги на верность Речи Посполитой его освободили. В декабре 1667 года подвергся русской вербовке, обещая сообщать о «всяких тайных вестях» русскому воеводе в Киеве и убедить Дорошенко отказаться от протурецкой внешнеполитической ориентации.
В 1668 году поддержал протурецкий курс гетмана Петра Дорошенко.
В марте 1669 года его кандидатура рассматривалась казаками, а также присутствовавшими там турецкими дипломатами в качестве приемника Дорошенко. В результате личного конфликта с Дорошенко примкнул к выступившим против него казакам во главе с кошевым атаманом П. Суховеем и полковником Уманского полка М. С. Ханенко, за что Дорошенко лишил его всякого имущества. В этом же году оказался в плену у Белгородской орды. Он отказался от выкупа на средства Дорошенко и был отправлен сперва в Крымское ханство, а оттуда в Османскую империю. В 1670—1676/77 находился в заключении в крепости Едикуль в Константинополе.

### Третье гетманство
В начале русско-турецкой войны 1676—1681 годов, после сдачи Дорошенко в русский плен в 1676 году, турецкие власти завербовали Юрия Хмельницкого, рассчитывая на популярность в Малороссии его имени и его отца.
В 1676/77 годах Ю. Хмельницкий был расстрижен патриархом Константинополя Дионисием IV и пожалован турецким султаном Мехмедом IV титулами князя двух княжеств: «Малоросской украины» и «Сарматского княжества», а также «вождя Запорожского войска».
В 1677—1678 годах командовал отрядом пленных в 1674 году казаков (до 400 человек) в составе турецко-крымско-татарской армии. Посылал жителям Малороссии, как якобы её «владетель отчин» и в Запорожскую Сечь «прелестные универсалы» с обещаниями турецких милостей и угрозами. За провал турецкой военной компании 1677 года ненадолго был арестован по приказу сераскира Ибрагим-паши.
В 1678 году участвовал во взятии турецко-крымско-татарскими войсками г. Чигирин, сожжении ими Канева, установлении турецкого контроля над Кальником, Немировым, Корсунью и другими правобережными городами.
Зимой 1679 годы являлся одним из организаторов крымско-татарского набега на Левобережье Днепра.
В 1681 году правобережная Украина была чрезвычайно разорена. Юрий Хмельницкий поселился в Немирове и правил под надзором турецкого паши. Постоянные поборы, взыскания, казни в припадках умопомешательства заставили турецкое правительство отстранить Юрия Хмельницкого от гетманства.

### Четвёртое гетманство
В конце 1683 года на его место был назначен молдавский господарь Дука, а когда он был захвачен в плен поляками, то на его место снова был назначен Юрий Хмельницкий.
Постоянные бесцельные казни и угнетения народа заставили турецкого пашу арестовать Юрия.
В конце 1685 года он был привезён в Каменец-Подольский, приговорен к смертной казни, задушен, а труп его брошен в воду.

## Память
- В 2001 году была выпущена почтовая марка Украины, посвящённая Юрию Хмельницкому.